# 板倉敏和
板倉 敏和（いたくら としかず、1949年（昭和24年）10月27日 - ）は、日本の自治・総務官僚、地方公務員共済組合連合会理事長。元消防庁長官。旧福島藩主板倉家20代当主。先代の旧子爵板倉勝宏の養子。

## 略歴
- 1972年（昭和47年）3月：東京大学法学部第2類（公法コース）卒業[2]
- 1972年（昭和47年）4月：自治省入省[1]
- 1977年（昭和52年）5月：在オーストラリア日本国大使館二等書記官
- 1980年（昭和55年）5月：消防庁消防課長補佐[1]
- 1981年（昭和56年）7月：三重県財政課長[1]
- 1984年（昭和59年）4月：自治省税務局固定資産税課長補佐[1]
- 1986年（昭和61年）4月：自治省財政局公営企業第一課長補佐[1]
- 1987年（昭和62年）4月：自治省大臣官房総務課理事官[1]
- 1988年（昭和63年）11月：自治省大臣官房企画室国際交流企画官[1]
- 1989年（平成元年）4月：熊本県総務部長[1]
- 1991年（平成3年）7月：自治省財政局準公営企業室長[1]
- 1993年（平成5年）7月：自治省税務局固定資産税課長[1]
- 1995年（平成7年）7月：北九州市助役[1]
- 1998年（平成10年）4月：自治省大臣官房総務課長[1]
- 1999年（平成11年）8月：自治省大臣官房審議官（税務担当）[1]
- 2001年（平成13年）1月：総務省自治行政局公務員部長[1]
- 2002年（平成14年）1月：総務省大臣官房総括審議官[1]
- 2003年（平成15年）1月：総務省自治税務局長[1]
- 2005年（平成17年）8月：消防庁長官
- 2006年（平成18年）7月21日：退官
- 2006年（平成18年）9月13日：長野県副知事
- 2022年（令和4年）11月3日：瑞宝重光章受章[3]